# أميرة الفضل
أميرة الفضل إعلامية سعودية. عملت في الإذاعة والتلفزيون.
ولدت أميرة الفضل في 28 أكتوبر 1968 في السعودية حيث نشأت، ودرست الآداب في جامعة الملك سعود وأثناء دراستها تلقت برنامجاً تدريبياً في إذاعة الرياض. بدأت حياتها المهنية مذيعةً في 1996 في إم بي سي إف إم وحتى 2005، ثم انتقلت إلى روتانا، وبعدها إلى تلفزيون أبو ظبي، ثم قدمت برنامج «أميرة» على قناة الآن في 2010 واستمر لمدة 4 سنوات، وهي حالياً متوقفة عن الظهور.
كانت عضواً في لجان التحكيم لعدد من المهرجانات الشعرية منها مهرجان أهل القصيد في الكويت لمدة 3 سنوات ومهرجان الشع الثقافي في قطر لمدة عامين. كرمت في المنتدى الإعلامي للمرأة العربية في قطر، كما حصدت جائزة أفضل مذيعة في دول مجلس التعاون الخليجي، كما كانت سفيرة القافلة الوردية.

## الأعمال

### البرامج الإذاعية
- إم بي سي إف إم:حروف مشاكسة،[5] مساحة حرة، مشوار الأحبة، ما يطلبه المستمعون، من لندن أحدثكم.[3]

### البرامج التلفزيونية
- روتانا: بيت القصيد(روتانا طرب)، ست الستات، خيمة رمضانية(روتانا سينما)،[2] خليجيات(روتانا خليجية)[1]
- تليفزيون أبو ظبي: ستارز ونص.[2]
- قناة الآن: أميرة.[2]

### المسلسلات
- هوامير الصحراء الجزء الثالث.[1]